# Daux
Daux è un comune francese di 1 824 abitanti situato nel dipartimento dell'Alta Garonna nella regione dell'Occitania.

## Società

### Evoluzione demografica
Abitanti censiti

## Monumenti

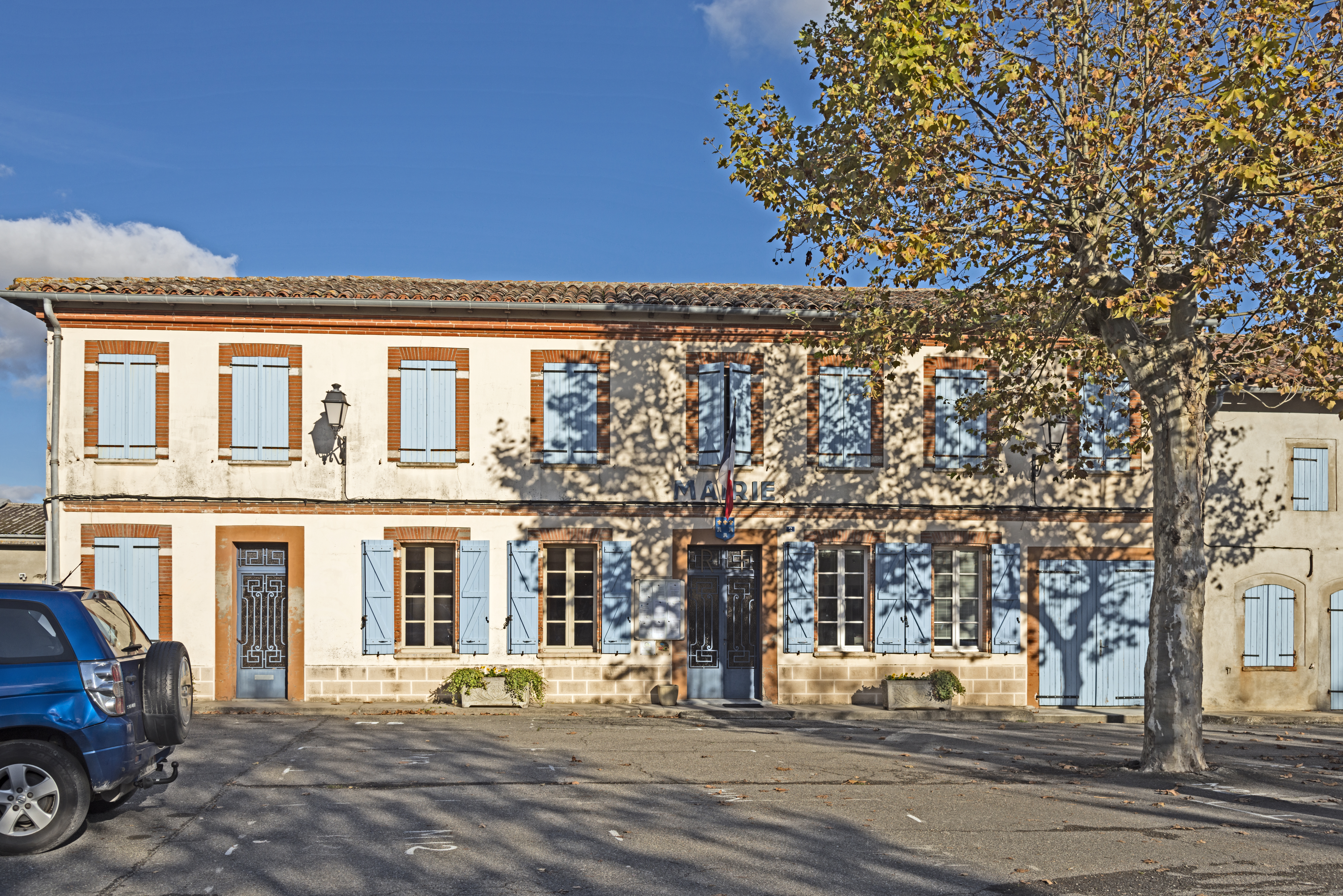
Municipio
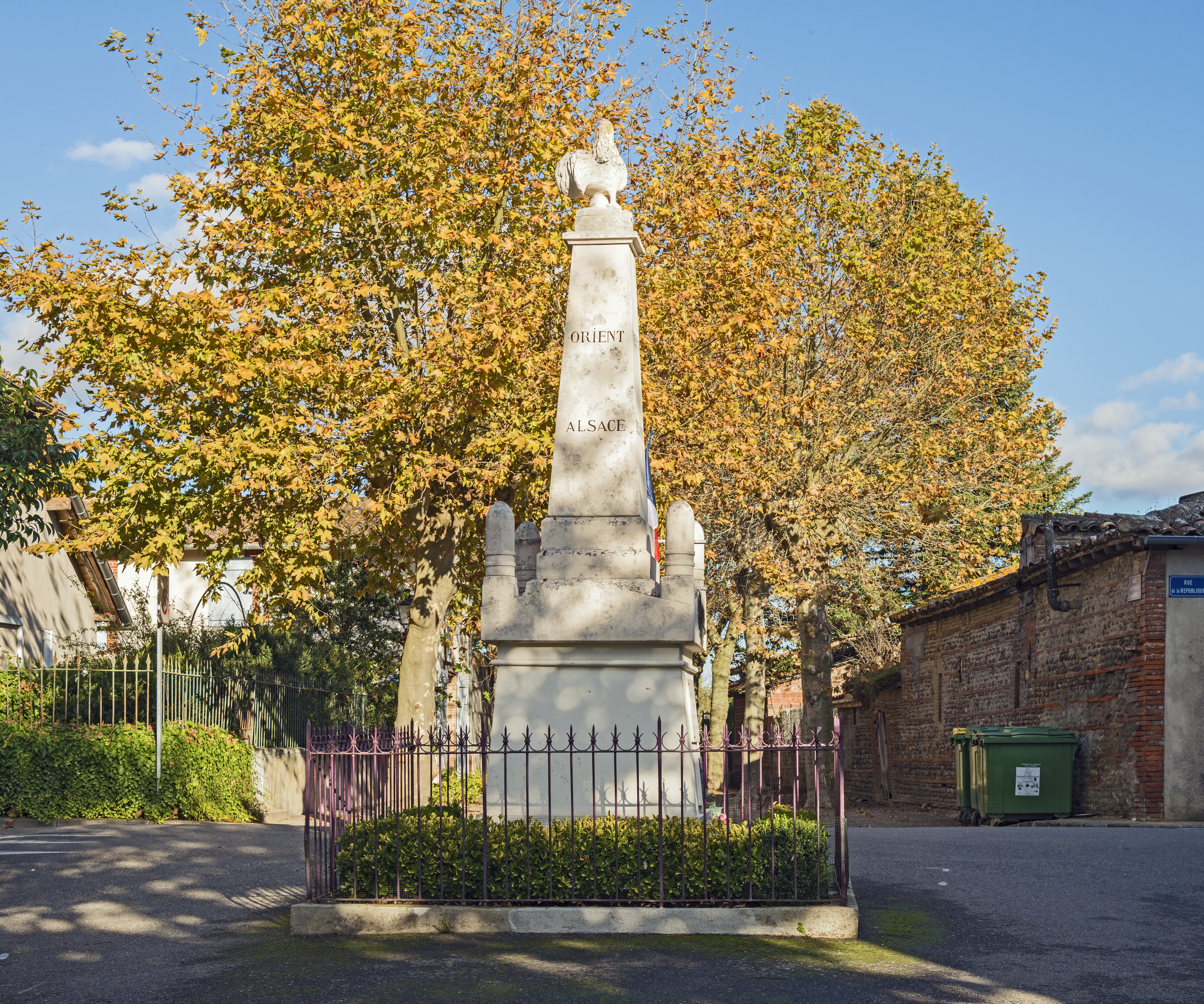
Memoriale di guerra
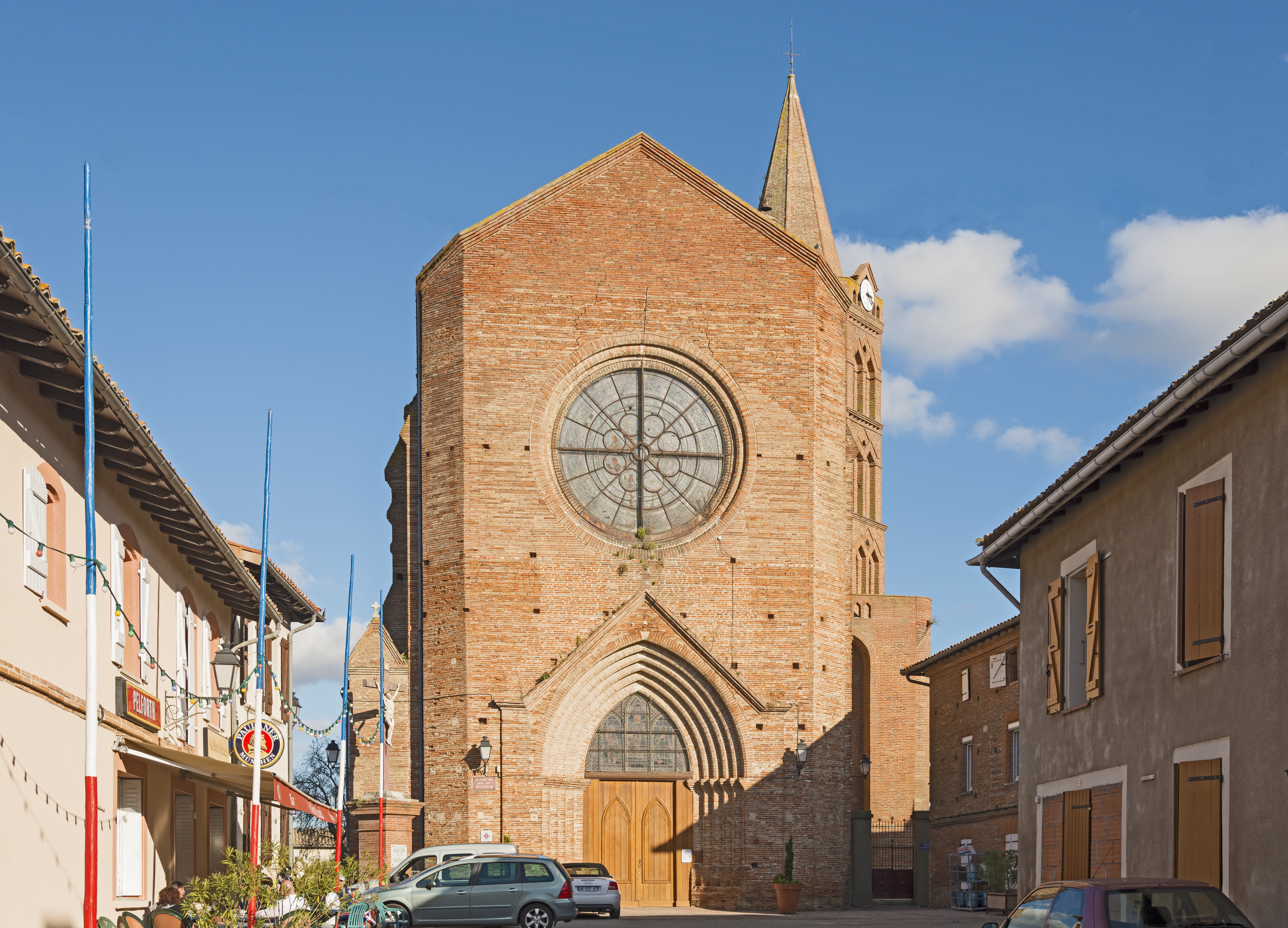
Chiesa san Bartolomeo
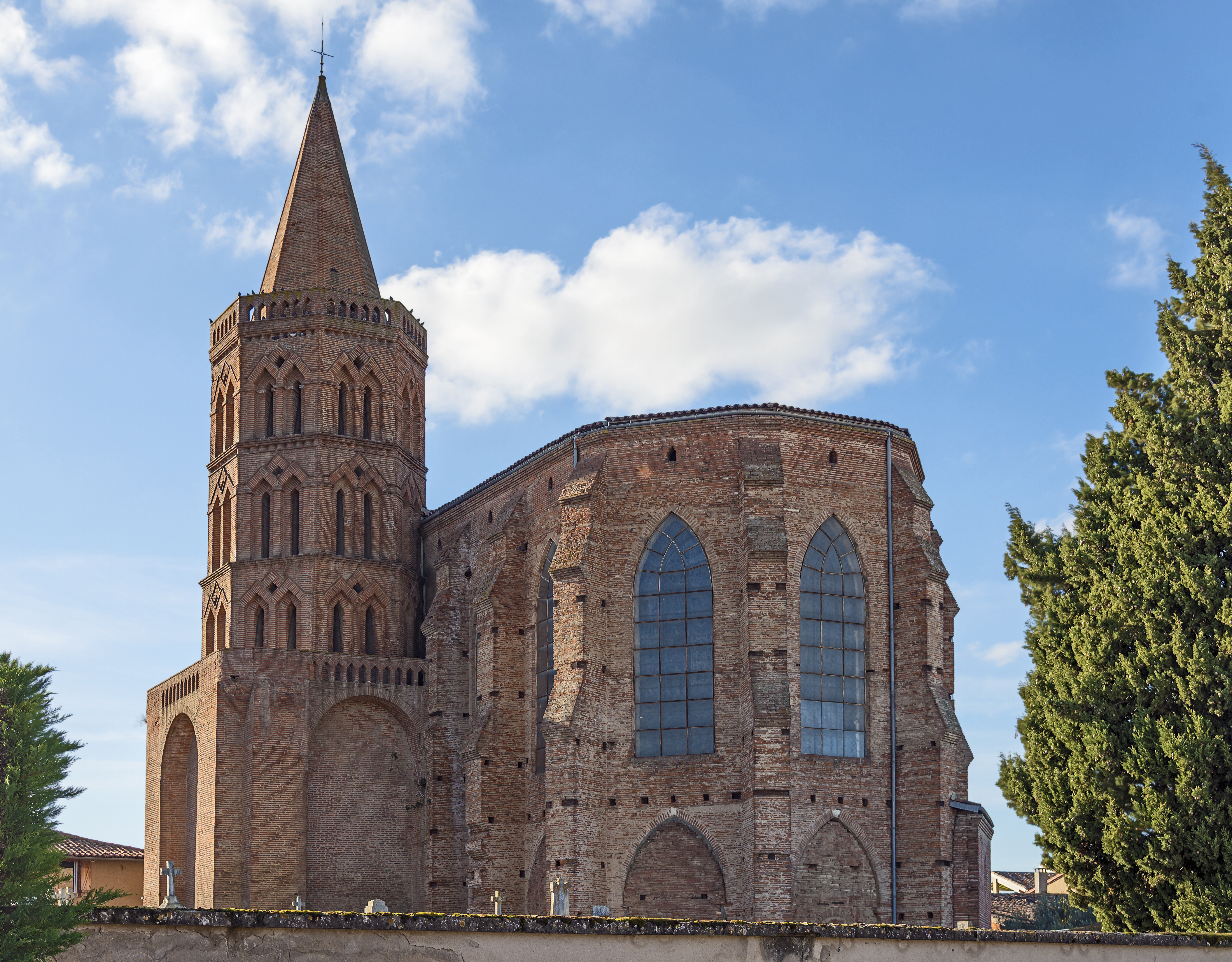
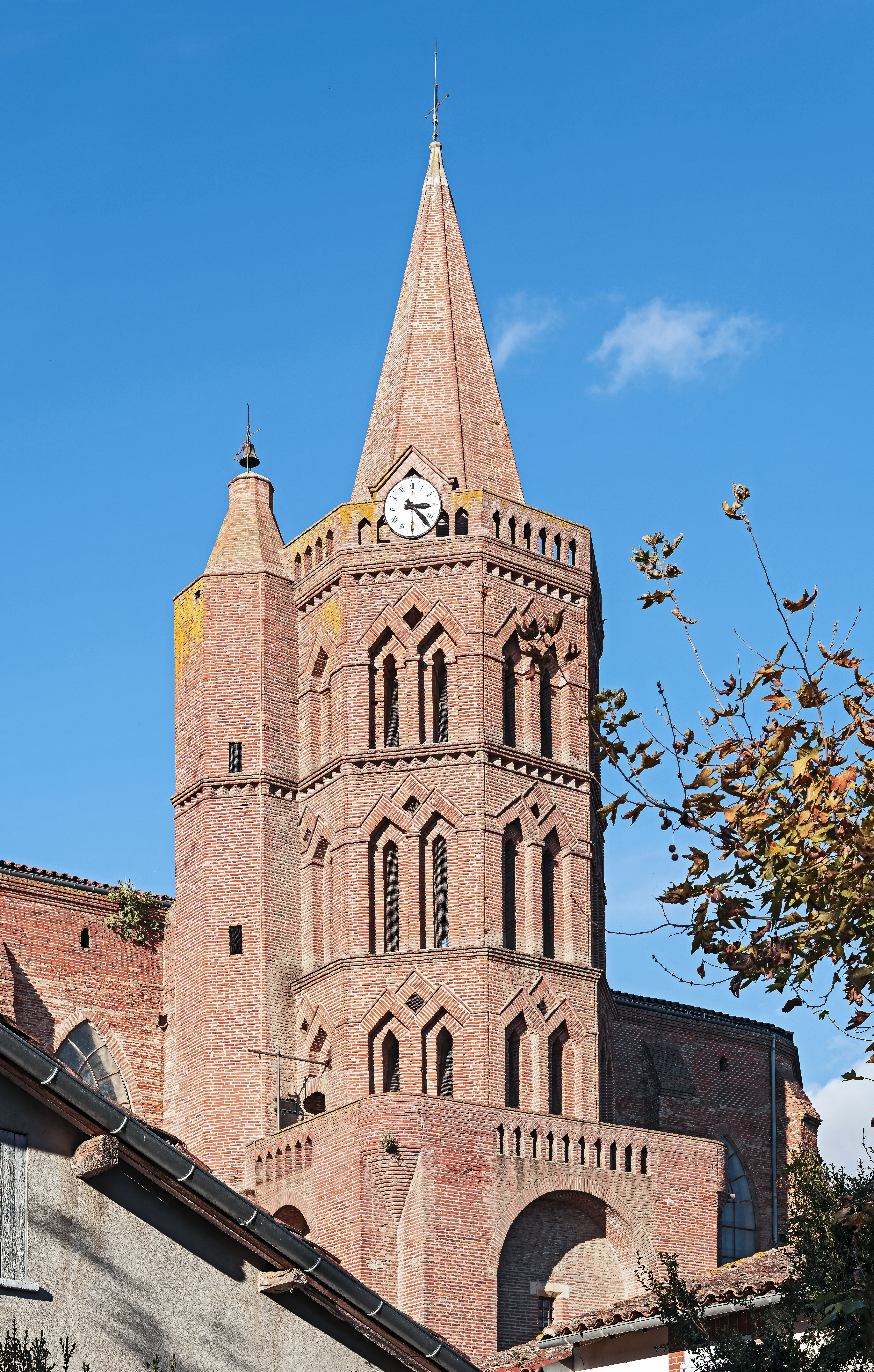